# Aurelio José Figueredo
Aurelio José Figueredo (27 de diciembre de 1955) es un psicólogo evolucionista estadounidense de origen cubano. Es profesor de Psicología, Estudios de la familia y desarrollo humano en la Universidad de Arizona, donde también es director del Laboratorio de Etología y Psicología Evolutiva. También es miembro del Center for Insect Science en la Universidad de Arizona. Sus principales áreas de interés de investigación son la psicología evolutiva y el desarrollo conductual de la estrategia de historia de vida, cognición, sexo y violencia en animales humanos y no humanos, y la etología cuantitativa y el desarrollo social de insectos, aves y primates. Es conocido por su investigación sobre la personalidad, dentro de la que destaca su estudio de 1997 en que él y James E. King desarrollaron el Hominoid Personality Questionnaire (HPQ) para medir los cinco rasgos de personalidad en los chimpancés.
En 2017, Figueredo fue nombrado como Fellow de la Asociación de Ciencias Psicológicas (Association for Psychological Science), de la cual es miembro fundador, y en 2010 recibió el Premio George A. Miller por ser coautor del "Artículo reciente destacado sobre Psicología general" del American Psychological Association.
Figueredo sirvió durante cinco años como presidente de la junta directiva de la Western Comparative Psychological Association a partir 1992, fue miembro de la junta directiva del Evaluation Group for Analysis of Data también desde 1992, y miembro del comité asesor científico del Proyecto ChimpanZoo del Instituto Jane Goodall en 1994.
Figueredo fue editor de reseñas de libros de la revista Evolutionary Behavioral Sciences a partir de 2017. También se desempeñó como editor asociado de la Evolutionary Psychology Journal of Social, Evolutionary, and Cultural Psychology, así como editor en jefe de Human Ethology Bulletin. Figueredo también ha revisado documentos para Mankind Quarterly, y ha servido en la junta asesora editorial de la revista a partir de 2015. Pese a que Mankind Quarterly ha abogado históricamente por el racismo científico, Figueredo ha rechazado ideas eugenésicas y de inferioridad racial.
A partir de 2018, Associated Press identificó a Figueredo como el único investigador científico de EE. UU. que recibe fondos del Pioneer Fund, un instituto sin fines de lucro que promueve el racismo científico y la eugenesia. Se otorgó una subvención de la agrupación a la Universidad de Arizona y Figueredo la utilizó para asistir a la Conferencia de Londres sobre Inteligencia de 2016, donde se realizan presentaciones eugenesistas. Una respuesta formal a la controversia con respecto a la conferencia fue firmada por quince asistentes académicos, incluido Figueredo, y se publicó en Intelligence en 2018. La respuesta indicó que solo una pequeña proporción de las charlas presentadas allí fueron sobre eugenesia o diferencias raciales. En 2009, Figueredo fue coautor de un artículo para la revista Twin Research and Human Genetics con J. Philippe Rushton, presidente de Pioneer Fund en ese momento, sobre la heredabilidad de las diferencias individuales en la historia de la vida. Inside Higher Education describió a Figueredo como citando frecuentemente el trabajo de Rushton.